# Il tombone di San Marco
Il tombone di San Marco è un dipinto di Achille Cattaneo. Eseguito probabilmente negli anni venti del novecento, appartiene alle collezioni d'arte della Fondazione Cariplo.

## Descrizione
Il dipinto mostra il cosiddetto tombone di San Marco a Milano, e appartiene al filone di vedute milanesi realizzate da Cattaneo nell'ultima parte della sua carriera.